# Giulio Ascoli (Mathematiker)
Giulio Ascoli (* 20. Januar 1843 in Triest; † 12. Juli 1896 in Mailand) war ein italienischer
Mathematiker.

## Leben
Ascoli beendete 1868 das Mathematik-Studium an der Scuola Normale Superiore in Pisa. Ab 1872 war er Professor für Algebra und Analysis am Polytechnikum von Mailand. 1879  wurde er Professor für Mathematik am Polytechnikum in Turin (Reale Istituto Tecnico Superiore).
Er war korrespondierendes Mitglied der Mailänder Wissenschaftsakademie (Istituto Lombardo).
Sein Hauptgebiet waren reelle Funktionen und Fourierreihen. 1884 führte er gleichgradige Stetigkeit ein. Auf ihn ist auch der Satz von Arzelà-Ascoli zurückzuführen, der zusätzlich nach Cesare Arzelà benannt ist, der ihn 1889 erweiterte. Darin bewies er die relative Kompaktheit (wie dies später formuliert wurde) von Mengen gleichgradig stetiger und gleichmäßig beschränkter Funktionen. Das wurde eine Grundlage der Weiterentwicklung der Funktionalanalysis bei Maurice Fréchet.
Sein Sohn Guido Ascoli war ebenfalls ein bekannter Mathematiker.